# NGC 3764
NGC 3764 est une galaxie spirale (particulière ?) située dans la constellation du Lion. NGC 3764 a été découverte par l'astronome prussien Heinrich Louis d'Arrest en 1862.

## Caractéristiques
NGC 3764 présente une large raie HI.

### Distance
Sa vitesse par rapport au fond diffus cosmologique est de 3 675 ± 23 km/s, ce qui correspond à une distance de Hubble de 18,1 ± 3,8 Mpc (∼59 millions d'al).

### Brillance de surface
En raison d'une brillance de surface égale à 14,20 mag/am2, on peut qualifier NGC 3764 de galaxie à faible brillance de surface (LSB en anglais pour low surface brightness). Les galaxies LSB sont des galaxies diffuses (D) avec une brillance de surface inférieure de moins d'une magnitude à celle du ciel nocturne ambiant.

### Classification
Les avis diffèrent sur la classification de NGC 3764, spirale selon les bases de données NASA/IPAC et HyperLeda et spirale selon le professeur Seligman et par Wolfgang Steinicke. L'image obtenue des données de l'étude SDSS ne permet pas vraiment de le déterminer. Notons que les bases de données Hyperleda et NASA/IPAC indiquent qu'une paire de galaxies composent NGC 3764 comme semble le montrer l'image obtenue de l'étude SDSS.

## Paire de galaxies?
La base de données NASA/IPAC indique que la galaxie à proximité est NGC 3764 NED01 dont la distance est de 55,6 ± 4,0 Mpc (∼181 millions d'al) soit presque la même que NGC 3764. NGC 3764 pourrait donc constituer une paire de galaxies.